# Porte d’Ivry (Métro Paris)
Porte d’Ivry [pɔʁt(ə) divʁi] ist eine unterirdische Station der Pariser Métro. Sie befindet sich unterhalb der Avenue de la Porte d’Ivry im 13. Arrondissement von Paris und wird vom südwestlichen Ast der Métrolinie 7 nach Ivry bedient. Es besteht eine Umsteigemöglichkeit zur Linie 3 der Pariser Straßenbahn an der oberirdischen gleichnamigen Tramhaltestelle. Die Station ist nach dem gleichnamigen Platz benannt. In der Nähe befindet sich das Quartier asiatique.

## Geschichte
Die Station wurde am 26. April 1931 in Betrieb genommen, als der Abschnitt der Linie 10 (heute Linie 7) von der Station Place d’Italie bis zur Station Porte d’Ivry eröffnet wurde. Am selben Tag wurde die Linienführung mehrerer Linien im Süden von Paris verändert, bei dem die Linie 7 den südlichen Streckenteil der Linie 10 übernahm. Bis zum 1. Mai 1946 war die Station südlicher Endpunkt der Linie 7. Am 16. Dezember 2006 ging die oberirdische Haltestelle der Straßenbahn in Betrieb.